# Ophiobolus intermedius
Ophiobolus intermedius är en svampart som först beskrevs av Augusto Napoleone Berlese, och fick sitt nu gällande namn av Grove 1930. Ophiobolus intermedius ingår i släktet Ophiobolus och familjen Leptosphaeriaceae.   Inga underarter finns listade i Catalogue of Life.